# Nationell säkerhetsrådgivare till USA:s president
Nationell säkerhetsrådgivare till USA:s president (engelska: formellt, Assistant to the President for National Security Affairs, informellt och vardagligt National Security Advisor) leder den stab vid USA:s nationella säkerhetsråd i Vita huset som samordnar dess verksamhet.

## Funktion och roll
Säkerhetsrådgivaren utnämns av presidenten, men i likhet med Vita husets stabschef så behövs inte något godkännande av senaten. Säkerhetsrådgivaren och dennes stab är å andra sidan inte knutna till förvaltningarna inom försvars- och utrikesdepartementen, CIA eller andra delar av USA:s underrättelsegemenskap, utan fungerar som självständigt beredningsorgan i säkerhetspolitiska frågor för presidenten på basis av den information som kommer från dessa.

## Lista över nationella säkerhetsrådgivare (1953–nutid)
| Nr | Bild | Namn (Levnad)                   | Ämbetstid         | Ämbetstid         | Tjänstgjorde för                  | Ref   |
| Nr | Bild | Namn (Levnad)                   | Tillträdde        | Avgick            | Tjänstgjorde för                  | Ref   |
| -- | ---- | ------------------------------- | ----------------- | ----------------- | --------------------------------- | ----- |
| 1  |      | Robert Cutler (1895–1974)       | 23 mars 1953      | 2 april 1955      | Dwight D. Eisenhower              |       |
| 2  |      | Dillon Anderson (1906–1974)     | 2 april 1955      | 1 september 1956  | Dwight D. Eisenhower              |       |
| 3  |      | William H. Jackson (1901–1971)  | 1 september 1956  | 7 januari 1957    | Dwight D. Eisenhower              |       |
| 4  |      | Robert Cutler (1895–1974)       | 7 januari 1957    | 24 juni 1958      | Dwight D. Eisenhower              |       |
| 5  |      | Gordon Gray (1909–1982)         | 24 juni 1958      | 13 januari 1961   | Dwight D. Eisenhower              |       |
| 6  |      | McGeorge Bundy (1919–1996)      | 20 januari 1961   | 28 februari 1966  | John F. Kennedy Lyndon B. Johnson |       |
| 7  |      | Walt W. Rostow (1916–2003)      | 1 april 1966      | 20 januari 1969   | Lyndon B. Johnson                 |       |
| 8  |      | Henry Kissinger (1923–2023)     | 20 januari 1969   | 3 november 1975   | Richard Nixon Gerald Ford         |       |
| 9  |      | Brent Scowcroft (1925–2020)     | 3 november 1975   | 20 januari 1977   | Gerald Ford                       |       |
| 10 |      | Zbigniew Brzezinski (1928–2017) | 20 januari 1977   | 20 januari 1981   | Jimmy Carter                      |       |
| 11 |      | Richard V. Allen (född 1936)    | 21 januari 1981   | 4 januari 1982    | Ronald Reagan                     |       |
| 12 |      | William P. Clark (1931–2013)    | 4 januari 1982    | 17 oktober 1983   | Ronald Reagan                     |       |
| 13 |      | Robert C. McFarlane (1937–2022) | 17 oktober 1983   | 4 december 1985   | Ronald Reagan                     |       |
| 14 |      | John M. Poindexter (född 1936)  | 4 december 1985   | 25 november 1986  | Ronald Reagan                     |       |
| 15 |      | Frank C. Carlucci (1930–2018)   | 2 december 1986   | 23 november 1987  | Ronald Reagan                     |       |
| 16 |      | Colin L. Powell (1937–2021)     | 23 november 1987  | 20 januari 1989   | Ronald Reagan                     |       |
| 17 |      | Brent Scowcroft (1925–2020)     | 20 januari 1989   | 20 januari 1993   | George H. W. Bush                 |       |
| 18 |      | Anthony Lake (född 1939)        | 20 januari 1993   | 14 mars 1997      | Bill Clinton                      |       |
| 19 |      | Sandy Berger (1945–2015)        | 14 mars 1997      | 20 januari 2001   | Bill Clinton                      |       |
| 20 |      | Condoleezza Rice (född 1954)    | 22 januari 2001   | 25 januari 2005   | George W. Bush                    |       |
| 21 |      | Stephen Hadley (född 1947)      | 26 januari 2005   | 20 januari 2009   | George W. Bush                    |       |
| 22 |      | James L. Jones (född 1943)      | 20 januari 2009   | 8 oktober 2010    | Barack Obama                      | [ 5 ] |
| 23 |      | Thomas E. Donilon (född 1955)   | 8 oktober 2010    | 1 juli 2013       | Barack Obama                      | [ 6 ] |
| 24 |      | Susan Rice (född 1964)          | 1 juli 2013       | 20 januari 2017   | Barack Obama                      |       |
| 25 |      | Michael T. Flynn (född 1958)    | 20 januari 2017   | 13 februari 2017  | Donald Trump                      |       |
| 26 |      | H.R. McMaster (född 1962)       | 20 februari 2017  | 9 april 2018      | Donald Trump                      |       |
| 27 |      | John Bolton (född 1948)         | 9 april 2018      | 10 september 2019 | Donald Trump                      |       |
| 28 |      | Robert C. O'Brien (född 1966)   | 18 september 2019 | 20 januari 2021   | Donald Trump                      |       |
| 29 |      | Jake Sullivan (född 1976)       | 20 januari 2021   | 20 januari 2025   | Joe Biden                         |       |
| 30 |      | Michael Waltz (född 1974)       | 20 januari 2025   |                   | Donald Trump                      |       |